# 애나 만들기
《애나 만들기》(영어: Inventing Anna)는 넷플릭스에서 2022년 2월 11일 공개된 미국의 드라마이다. 실화를 바탕으로 하며, 배우 줄리아 가너가 애나 델비 역을 맡았다.